# Silva Golde
Silva Golde (ur. 4 sierpnia 1955 w Lipawie, zm. 31 grudnia 2013) – łotewska nauczycielka i polityk, w 1999 minister oświaty i nauki, poseł na Sejm Republiki Łotewskiej, eurodeputowana V kadencji.

## Życiorys
W 1973 ukończyła szkołę średnią, a w 1977 studia z zakresu metodyki i pedagogiki w Lipawskim Instytucie Pedagogicznym. Pracowała początkowo jako nauczycielka i metodolog, od pierwszej połowy lat 80. zawodowo związana z administracją oświatową okręgu lipawskiego, którą kierowała od 1992.
W 1998 i 2002 była wybierana do Sejmu z ramienia Partii Ludowej. Od lipca do grudnia 1999 sprawowała urząd ministra oświaty i nauki w gabinecie, na czele którego stał Andris Šķēle. Od 2003 pełniła funkcję obserwatora w Parlamencie Europejskim, a po akcesie Łotwy do Unii Europejskiej formalnie od maja do lipca 2004 sprawowała mandat eurodeputowanej V kadencji. Od 2004 do 2005 była sekretarzem parlamentarnym w resorcie spraw zagranicznych.
W 2005 złożyła mandat poselski w związku z wyborem na radną Lipawy. Powołana na zastępcę burmistrza Uldisa Sesksa. W 2009 i 2013 uzyskiwała reelekcję. W międzyczasie dołączyła do Partii Lipawskiej.

## Odznaczenia
- Medal Rady Bałtyckiej – 2002[6]